# Stefania scalae
Stefania scalae är en groddjursart som beskrevs av Juan A. Rivero 1970. Stefania scalae ingår i släktet Stefania och familjen Hemiphractidae. IUCN kategoriserar arten globalt som livskraftig. Inga underarter finns listade i Catalogue of Life.